# Coldspring
Coldspring is een plaats (city) in de Amerikaanse staat Texas, en valt bestuurlijk gezien onder San Jacinto County.

## Demografie
Bij de volkstelling in 2000 werd het aantal inwoners vastgesteld op 691.
In 2006 is het aantal inwoners door het United States Census Bureau geschat op 763, een stijging van 72 (10,4%).

## Geografie
Volgens het United States Census Bureau beslaat de plaats een oppervlakte van
4,8 km², geheel bestaande uit land. Coldspring ligt op ongeveer 97 m boven zeeniveau.

## Plaatsen in de nabije omgeving
De onderstaande figuur toont nabijgelegen plaatsen in een straal van 24 km rond Coldspring.